# ザ・ハードキス
ザ・ハードキス（The Hardkiss、ウクライナ語: The HARDKISS）は、ウクライナのキーウで2011年に結成されたロックバンドである。メンバーはユリア・サニナ（ボーカル）、ヴァレリー・ベブコ（ギター）、クリム・リシュク（ベース）、イェウヘン・キベリエフ（ドラム）で構成される。バンドはオルタナティブ・ロック、ハードロック、エレクトロニック・ロックなどのジャンルを特徴とし、英語とウクライナ語で歌う。2016年にはユーロビジョン・ソング・コンテスト2016のウクライナ国内選考に参加し、楽曲「Helpless」で2位を獲得した。これまでに4枚のスタジオアルバム、1枚のEP、1枚のライブアルバム、多数のシングルをリリースしている。

## 歴史

### 結成
ザ・ハードキスは、18歳のユリア・サニナがMTVウクライナの放送プロデューサーであるヴァレリー・ベブコを取材したことをきっかけに結成された。二人は友人となり（後に結婚）、共に音楽制作を始めた。当初は「Val & Sanina」として活動し、ロシア語の楽曲をリリースしていた。レコードレーベル「Firework Sound」のプロデューサーから英語での歌唱を勧められ、バンド名を「ザ・ハードキス」に決定した。

### 2011年–現在
2011年9月、バンドはデビューシングル「Babylon」のミュージックビデオを公開し、同年10月にはキーウでハーツの、11月にはソランジュ・ノウルズのオープニングアクトを務めた。12月には「Dance with Me」のビデオをリリースし、MTVロシアやMuz-TVで放送された。
2012年1月、フランスのMIDEMフェスティバルに出演し、同年3月にはSony BMGと契約。同年、MTVヨーロッパ・ミュージック・アワードの最優秀ウクライナアクトにノミネートされた。
2013年、ウクライナの音楽賞YUNAで最優秀新人賞と最優秀ミュージックビデオ賞（「Make Up」）を受賞。同年、初の単独ライブを開催し、チケットは1週間前に完売した。
2015年、アルバム『Stones and Honey』でYUNAの最優秀アルバム賞、シングル「Stones」で最優秀楽曲賞を受賞。2016年にはユーロビジョン・ソング・コンテスト2016のウクライナ国内選考に参加し、2位に輝いた。
2018年、YUNAで最優秀ロックバンド賞と最優秀ウクライナ語楽曲賞（「Zhuravli」）を受賞。同年、ギタリストのロマン・スコロボハトコが脱退したが、ライブセッションとして参加を続けた。
2019年、ドラマーのクリーチー（ドミトリー・スモトロフ）が脱退し、SKAIのイェウヘン・キベリエフが加入。
2021年、結成10周年記念公演をキーウ・オリンピックスタジアムで予定していたが、新型コロナウイルス感染症の流行と2022年ロシアのウクライナ侵攻により中止となった。侵攻後、バンドは楽曲「Як ти?」をリリースし、収益を人道支援に寄付した。また、ウクライナ軍や子どもたちを支援するチャリティツアーを行った。

## メンバー

### 現在のメンバー
- ユリア・サニナ – ボーカル（2011年–現在）
- ヴァレリー・ベブコ – ギター（2011年–現在）
- クリム・リシュク – ベース（2016年–現在）
- イェウヘン・キベリエフ – ドラム（2019年–現在）

### 過去のメンバー
- マックス – キーボード（2011年–？）
- クリーチー – ドラム（2011年–？）
- ポル・ソロナール – キーボード（2011年–2013年）
- ヴィタリー・オニスケヴィッチ – キーボード（2013年–2016年）
- ロマン・スコロボハトコ – ギター（2013年–2018年）
- ドミトリー・スモトロフ（クリーチーとして） – ドラム（2014年–2019年）

## ディスコグラフィ

### スタジオアルバム
- Stones and Honey（2014年）
- Perfection Is a Lie（2017年）
- Залізна ластівка（2018年）
- Жива і не залізна（2021年）

### EP
- Cold Altair（2015年）

### ライブアルバム
- Акустика. Live（2020年）

### シングル
- 「Babylon」（2011年）
- 「Dance with Me」（2011年）
- 「Make-Up」（2012年）
- 「October」（2012年）
- 「Part of Me」（2013年）
- 「In Love」（2013年）
- 「Under the Sun」（2013年）
- 「Shadows of Time」（2013年）
- 「Tell Me Brother」（2013年）
- 「Hurricane」（2014年）
- 「Stones」（2014年）
- 「Strange Moves」 feat. Kazaky（2014年）
- 「PiBiP」（2015年）
- 「Organ」（2015年）
- 「Tony, Talk!」（2015年）
- 「Helpless」（2016年）
- 「Perfection!」（2016年）
- 「Rain」（2016年）
- 「Closer」（2016年）
- 「Антарктида」（2017年）
- 「Журавлi」（2017年）
- 「Lovers」（2017年）
- 「Кораблі」（2017年）
- 「Мелодія」（2018年）
- 「Free Me」（2018年）
- 「Коханці」（2018年）
- 「Серце」（2019年）
- 「Хто, як не ти?」（2019年）
- 「Жива」（2019年）
- 「Косатка」（2020年）
- 「Гора」（2020年）
- 「Кобра」 feat. Monatik（2020年）
- 「Все було так」（2020年）
- 「Обійми」（2021年）
- 「7 вітрів」（2021年）
- 「Сестра」（2021年）
- 「Як ти?」（2022年）
- 「Маяк」（2022年）
- 「Два вікна」（2023年）
- 「Festival」（2023年）
- 「Мрійники」 feat. Tvorchi（2023年）
- 「Тільки там」（2024年）